# Cobitis vararensis
Cobitis vararensis es una especie de peces de la familia Cobitidae en el orden de los Cypriniformes.